# Motutaiko Island (Lake Taupō)

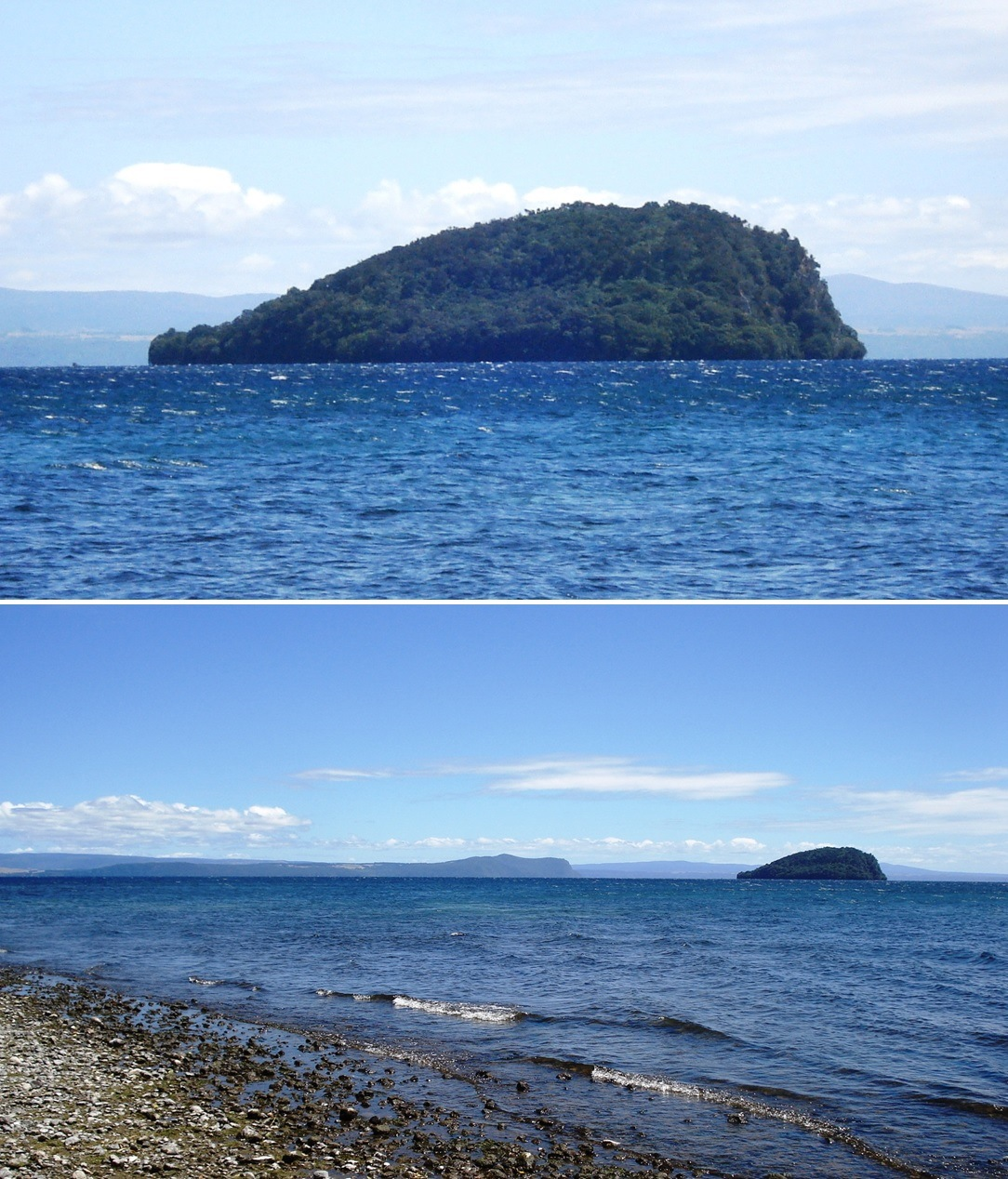
Motutaiko Island im Lake Taupō (Nahaufnahme & Aufnahme vom Ufer)

Motutaiko Island ist eine Insel im Lake Taupō, in der Region Waikato auf der Nordinsel von Neuseeland.

## Geographie
Motutaiko Island befindet sich im östlichen Bereich des Lake Taupō, rund 21 km südsüdwestlich der Taupō. Das am nächstenliegende Ufer findet sich rund 3,2 km in südsüdöstlicher Richtung. Die knapp 100 m aus dem See herausragende Insel, einer Dreiecksform gleich, umfasst eine Fläche von 14,2 Hektar und kommt auf eine auf Meereshöhe bezogenen Höhe von 452 m. In Ost-West-Richtung erstreckt sich die Insel über rund 54 0m und in Nord-Süd-Richtung über rund 400 m.

## Geologie
Die Insel besteht aus der Spitze einer Säule von Rhyolith-Lava, die rund 183 m vom Seeboden nach oben die die Höhe ragt. Man vermutet, dass die Insel der Kern eines alten Vulkanschlotes ist, der ursprünglich von losem Auswurf umgeben war und der durch Abtragung nun den Seeboden bildet. Die Insel ist bewaldet.

## Schutz der Insel
Die Insel stellt ein heiliger Ort (wāhi tapu) der Māori dar und ist durch das Department of Conservation geschützt. Die Insel soll nach Vorstellung der Māori der letzte Ruheort der Vorfahren sein. Ein Betreten ist nicht gestattet.